# Северино Лима Де Моура
Северино Лима Де Моура (англ. Severino Lima de Maura; 17 мая 1986, Рио-де-Жанейро, Бразилия) — бразильский футболист, нападающий.

## Биография
В сезоне 2005/06 находился в составе «Фламенго», в 2007 году перешёл в клуб «Ветра» из Литвы. Позже переехал в клуб «Ильичёвец» из Первой лиги Украины, помог выйти команде в Премьер-лигу. Дебют в Премьер-лиге состоялся 19 июля 2008 года в матче «Динамо» — «Ильичёвец» (2:0).